# PSMA8
PSMA8 (англ. Proteasome subunit alpha 8) – білок, який кодується однойменним геном, розташованим у людей на короткому плечі 18-ї хромосоми. Довжина поліпептидного ланцюга білка становить 256 амінокислот, а молекулярна маса — 28 530.
| 10         |  | 20         |  | 30         |  | 40         |  | 50         |
| ---------- |  | ---------- |  | ---------- |  | ---------- |  | ---------- |
| MASRYDRAIT |  | VFSPDGHLFQ |  | VEYAQEAVKK |  | GSTAVGIRGT |  | NIVVLGVEKK |
| SVAKLQDERT |  | VRKICALDDH |  | VCMAFAVLTI |  | FIGLTADARV |  | VINRARVECQ |
| SHKLTVEDPV |  | TVEYITRFIA |  | TLKQKYTQSN |  | GRRPFGISAL |  | IVGFDDDGIS |
| RLYQTDPSGT |  | YHAWKANAIG |  | RSAKTVREFL |  | EKNYTEDAIA |  | SDSEAIKLAI |
| KALLEVVQSG |  | GKNIELAIIR |  | RNQPLKMFSA |  | KEVELYVTEI |  | EKEKEEAEKK |
| KSKKSV     |  |            |  |            |  |            |  |            |

A: Аланін

C: Цистеїн

D: Аспарагінова кислота

E: Глутамінова кислота

F: Фенілаланін

G: Гліцин

H: Гістидин

I: Ізолейцин

K: Лізин

L: Лейцин

M: Метіонін

N: Аспарагін

P: Пролін

Q: Глутамін

R: Аргінін

S: Серин

T: Треонін

V: Валін

W: Триптофан

Кодований геном білок за функціями належить до гідролаз, протеаз, треонінових протеаз. 
Задіяний у такому біологічному процесі, як альтернативний сплайсинг. 
Локалізований у цитоплазмі, ядрі.